# Distretto di Stargard Szczeciński
Il distretto di Stargard Szczeciński (in polacco powiat stargardzki) è un distretto polacco appartenente al voivodato della Pomerania Occidentale.

## Geografia antropica

### Suddivisioni amministrative
Il distretto comprende 10 comuni.
- Comuni urbani: Stargard Szczeciński
- Comuni urbano-rurali: Chociwel, Dobrzany, Ińsko, Suchań
- Comuni rurali: Dolice, Kobylanka, Marianowo, Stara Dąbrowa, Stargard Szczeciński